# Obowiązki obywatelskie
Obowiązki obywatelskie – konstytucyjnie ustalone zakazy lub nakazy kierowane do obywateli danego państwa.
W krajach demokratycznych przepisy dotyczące obowiązków wobec państwa nie są liczne. W konstytucjach tych krajów obowiązki obywatelskie wymieniane są najczęściej po prawach obywatelskich. Odwrotnie jest w konstytucjach krajów o ustroju autorytarnym i totalitarnym. Często w konstytucjach tych państw obowiązki obywatelskie są wymieniane przed prawami obywatelskimi.

## Obowiązki obywatelskie w Polsce
W polskiej konstytucji obowiązki obywatelskie zapisane są w rozdziale II (Wolności, prawa i obowiązki człowieka i obywatela). Do najważniejszych z nich należą:
- wierność Rzeczypospolitej Polskiej oraz troska o dobro wspólne (art. 82)
- przestrzeganie prawa Rzeczypospolitej Polskiej (art. 83)
- ponoszenie ciężarów i świadczeń publicznych, w tym podatków, określonych w ustawie (art. 84)
- obrona Ojczyzny (art. 85 ust. 1)
- dbałość o stan środowiska i ponoszenie odpowiedzialności za spowodowane przez siebie jego pogorszenie (art. 86)[2].

## Obowiązki obywatelskie w Unii Europejskiej
Traktat o funkcjonowaniu Unii Europejskiej w art. 20 ust. 2 stwierdza, że obywatele Unii Europejskiej podlegają obowiązkom. Obowiązki nie zostały jednak sprecyzowane w treści Traktatu (co nie oznacza, że nie będą dodane w czasach późniejszych). Obywatele Unii podlegają zatem obowiązkom wynikającym z prawa w ich kraju.

## Relacje między prawami a obowiązkami obywatelskimi
- jedność praw i obowiązków – prawa przysługują jednostce wtedy, gdy wypełnia ona wobec społeczeństwa swoje obowiązki. Takie założenia były przyjęte w polskich konstytucjach z okresu międzywojennego i w konstytucji PRL-u.
- rozdział praw i obowiązków – prawa przysługujące obywatelowi są niezależne od obowiązków. Ich źródłem jest, bowiem godność osobista, którą ma każdy człowiek i której nikt nie może człowieka pozbawić. Rozdział praw i obowiązków można dostrzec w obecnie obowiązującej konstytucji.